# Rapaura
Rapaura est une localité de la région de Marlborough, située tout à fait au nord de l’Île du Sud de la Nouvelle-Zélande.

## Situation
C’est un village localisé au nord-ouest de la ville de Blenheim. 
Le fleuve Wairau s’écoule au-delà vers le nord. 
La ville de Spring Creek se trouve à l’est  , .

## Installations
La ville de Rapaura consiste essentiellement en une église et une école.
Elle possède des terres de grande qualité pour y faire pousser le raisin.

## Éducation
L’école de «Rapaura School»  est une école mixte assurant tout le primaire, (allant de l’année 1 à 8) avec un taux de décile de 10 et un effectif de 155 élèves .